# 王咀子乡
王咀子乡，是中华人民共和国甘肃省庆阳市华池县下辖的一个乡镇级行政单位。

## 行政区划
王咀子乡下辖以下地区：
王咀子村、井子塬村、宪塬村、刘家庙村、刘家畔村和银坪村。